# Shinoda Tōkō
Shinoda Tōkō (japanisch 篠田 桃紅; * 28. März 1913 in Dalian,  Republik China; † 1. März 2021 in Tokio) war eine japanische Künstlerin, die hauptsächlich mit Tusche im Stil von Sumi-e arbeitete.

## Leben
Shinoda wurde 1913 in der Mandschurei als Tochter eines japanischen Direktors einer Tabakfabrik geboren und erhielt den Namen Masuko (満洲子, wörtlich: „Mandschurei-Kind“). Im Jahr 1914 zog die Familie zurück nach Japan. Angeregt durch die Liebe ihres Vaters zu Kalligraphie, zu Tuschearbeiten und zur chinesischen Dichtkunst wandte sie sich bereits im Alter von sechs Jahren der Kalligraphie zu. Ihre erste Einzelausstellung hatte sie 1940 in der Galerie Kyūkyōdo in Tokio.
Nach dem Zweiten Weltkrieg wurde ihr Stil abstrakter. Sie konnte mit der Technik der Lithographie kleine Serien fertigen, deren Abzüge oftmals durch Hinzufügen von Farbstrichen in der Sumi-Manier individuell verändert wurden. Die Formate der Bilder waren in ihren späten Jahren oft sehr klein.
Shinoda Tōkō starb vier Wochen vor ihrem 108. Geburtstag in Tokio.

## Werke (Auswahl)
- Criashing, 190 × 96 cm, Tusche auf Papier, 1960
- Journey Autumn, 69 × 139 cm, Tusche auf Papier, 1960
- Serie: Unseen Forms Nrn. 1–8, Tusche auf Papier, 1961
- Fountain, 161,5 × 63,5 cm, vierteiliger Schirm, Tusche auf Goldpapier, 1961
- Flame, 30 × 40,5 cm, Tusche und Sumifarbe auf Silberpapier, 2003
- Tribute, 30 × 40,5 cm, Tusche und Farbe auf Silberpapier, 2003

## Ausstellungen (Auswahl)
- 1954: Japanese Kalligraphy, Museum of Modern Art (MOMA), New York City
- 1958: Abstrakte Kunst (Gemeinschaftsausstellung), Nationalmuseum für moderne Kunst Tokio
- 1959: 4 Künstler in Schwarzer Tusche, Kröller-Müller Museum, Otterlo, Niederlande
- 1961: Einzelausstellung  Nitta Galerie, Tokio
- 1961/1962: Japanische Malerei der Gegenwart, Akademie der Künste (Berlin), Museum Folkwang, Essen, Städelsches Kunstinstitut, Frankfurt am Main
- 2001: Toko Shinoda Recent Works, Galerie Tokyo Humanité, Tokyo

## Veröffentlichungen
- Sumiiro, 1978